# Eudendrium caricum
Eudendrium caricum is een hydroïdpoliep uit de familie Eudendriidae. De poliep komt uit het geslacht Eudendrium. Eudendrium caricum werd in 1908 voor het eerst wetenschappelijk beschreven door Jäderholm. 